# Sabicea calophylla
Sabicea calophylla är en måreväxtart som beskrevs av Erik Asplund. Sabicea calophylla ingår i släktet Sabicea och familjen måreväxter. Inga underarter finns listade i Catalogue of Life.